# Jessica Jislová
Jessica Jislová, née le 28 juillet 1994 à Jablonec nad Nisou, est une biathlète tchèque.

## Biographie
Jessica Jislová démarre au niveau international aux Championnats du monde jeunesse en 2011.
Elle fait ses débuts en Coupe du monde en janvier 2014 à Oberhof.
Elle marque ses premiers points en Coupe du monde en 2016 à Canmore (34e).
Elle est quatrième en relais aux Championnats du monde 2017. Le mois suivant, elle monte sur le podium en relais à Pyeongchang en Coupe du monde.
Durant la saison 2017-2018, elle obtient son meilleur résultat individuel avec une quinzième place au sprint d'Antholz.
Aux Jeux olympiques d'hiver de 2018, elle se classe 23e du sprint et de la poursuite, 72e de l'individuel et 12e du relais.
Elle franchit un palier lors de la saison 2021-2022, grâce notamment à de gros progrès en tir, son pourcentage de réussite grimpant à 90%, alors qu'il oscillait entre 79 et 82% les saisons précédentes. Ses résultats sont par conséquent meilleurs et plus réguliers. Elle signe ainsi les premiers top 10 de sa carrière : 5e de la mass-start du Grand-Bornand en décembre et 7e de la poursuite de Kontiolahti en mars.
Aux Jeux olympiques d'hiver de 2022, elle se classe 12e du relais mixte, 27e de l'individuel, 31e du sprint, 35e la poursuite et 8e du relais. Elle termine la saison à la 17e place du classement général de la Coupe du monde.
Le 12 février 2025, en ouverture des championnats du monde à Lenzerheide, elle obtient la médaille d'argent du relais mixte en compagnie de Tereza Voborníková, Vítězslav Hornig et Michal Krčmář.

## Palmarès

### Jeux olympiques d'hiver
| Épreuve / Édition                | Individuel | Sprint | Poursuite | Départ en masse | Relais | Relais mixte |
| Jeux olympiques 2018 Pyeongchang | 72e        | 23e    | 23e       | —               | 12e    | —            |
| Jeux olympiques 2022 Pékin       | 27e        | 31e    | 35e       | —               | 8e     | 12e          |

Légende :
- — : Non disputée par Jessica Jislová

### Championnats du monde
| Édition / Épreuve       | Individuel | Sprint | Poursuite | Mass start | Relais | Relais mixte             | Relais mixte simple              |
| ----------------------- | ---------- | ------ | --------- | ---------- | ------ | ------------------------ | -------------------------------- |
| Oslo 2016               | —          | 41e    | 48e       | —          | 6e     | —                        | Épreuve inexistante à cette date |
| Hochfilzen 2017         | —          | —      | —         | —          | 4e     | —                        | Épreuve inexistante à cette date |
| Östersund 2019          | 55e        | —      | —         | —          | 15e    | —                        | —                                |
| Antholz-Anterselva 2020 | —          | 70e    | —         | —          | 4e     | —                        | —                                |
| Pokljuka 2021           | 64e        | 71e    | —         | —          | 10e    | —                        | 16e                              |
| Nové Město 2024         | 12e        | 48e    | 42e       | —          | 7e     | 14e                      | —                                |
| Lenzerheide 2025        | 36e        | 54e    | 36e       | —          | 12e    | Médaille d'argent, monde | —                                |

Légende :
- : deuxième place, médaille d'argent
- — : non disputée par Jessica Jislová

### Coupe du monde
- Meilleur classement général : 17e en 2022.
- Meilleur résultat individuel : 5e.
- 1 podium en relais : 1 troisième place.
- 1 podium en relais mixte : 1 deuxième place.

Palmarès au 12 février 2025

#### Classements en Coupe du monde
| Saison    | Classement général final | Individuel | Sprint | Poursuite | Mass start |
| 2013-2014 | nc                       |            | nc     |           |            |
|           |                          |            |        |           |            |
| 2015-2016 | 92e                      |            | 86e    |           |            |
| 2016-2017 | nc                       | nc         | nc     |           |            |
| 2017-2018 | 59e                      |            | 45e    | 70e       |            |
| 2018-2019 | 90e                      |            | 83e    | nc        |            |
| 2019-2020 | 65e                      |            | 58e    | 55e       |            |
| 2020-2021 | 68e                      | 66e        | 58e    | 74e       |            |
| 2021-2022 | 17e                      | 43e        | 16e    | 14e       | 16e        |
| 2022-2023 | 36e                      | 32e        | 51e    | 38e       | 31e        |
| 2023-2024 | 26e                      | 13e        | 29e    | 26e       | 25e        |
| 2024-2025 | 36e                      | 15e        | 60e    | 31e       | 32e        |